# Lindsey Morgan
Lindsey Morgan, född 27 februari 1990 i Georgia, är en amerikansk skådespelare.
Morgan har bland annat medverkat i TV-serierna General Hospital och The 100. Hon har även medverkat i filmen Scrambled.

## Filmografi (i urval)
- 2012–2013 – General Hospital (TV-serie)
- 2014–2020 – The 100 (TV-serie)
- 2023 – Scrambled